# 日本鉄道運転協会
一般社団法人日本鉄道運転協会（にっぽんてつどううんてんきょうかい、略称：運転協会、英: Japan Train Operation Association、英文略称：JTOA）は、鉄道の運転業務全般に関連した調査並びに研究を通して鉄道全体に寄与する事を目的として設立された一般社団法人である。

## 概要
1959年（昭和34年）1月29日に社団法人として設立され、公益法人制度改革に伴い、2011年（平成23年）4月1日に一般社団法人に移行した。所在地は東京都台東区東上野1-12-2 東上野関東ビル8Fである。

## 協会の構成内容
支部
北海道、東北、新潟、中部、関西、広島、四国、九州の8つの支部と関東部会の計9つの支部が置かれている。

## 会員の構成内容
特別法人会員
鉄道事業者や車両製造会社、その他鉄道関連会社等の概ね220事業者が所属している。
個人会員
概ね25,800名が在籍している。年会費は4,800円で一般者も会員に登録出来る。その場合は直接運転協会の事業部に申し込む。

## 主な活動
- 刊行物「運転協会誌」の発行
- 運転関連の調査/研究
- 中小鉄道事業者に対する教育支援事業
- 鉄道視察団の海外への派遣
- 講習会/運転講座その他の開催
- その他